# Barca bicolor
Barca bicolor är en fjärilsart som beskrevs av Charles Oberthür 1896. Barca bicolor ingår i släktet Barca och familjen tjockhuvuden. Inga underarter finns listade i Catalogue of Life.